# Каєтан Вінсентій Коренівський
Каєтан Вінсентій Коренівський (Kajetan Wincenty Korzeniewski)  – шляхтич гербу Лис часів Речі Посполитої, регент канцелярії Малолитовської з 1775 або 1778 року, земський суддя Пінський в 1765-1779 роках, Чашник Пінський в 1758-1765 роках.
Посол (депутат) від Волинського воєводства на Сейму Речі Посполитої 1776 року.
Кавалер Ордену Святого Станіслава 1778 року. Нагороджений Орденом Білого Орла 1790 року.
Донька Ганна - дружина з 12 липня 1796 Великого обозного Литовського Олександра Михайла Потія.
Помер після 1793 р.